# Funastrum utahense
Funastrum utahense là một loài thực vật có hoa trong họ La bố ma. Loài này được (Engelm.) Liede & Meve mô tả khoa học đầu tiên năm 2002.